# Mantorville
Mantorville és una població dels Estats Units a l'estat de Minnesota. Segons el cens del 2000 tenia 1.054 habitants.

## Demografia
Segons el cens del 2000, Mantorville tenia 1.054 habitants, 371 habitatges, i 286 famílies. La densitat de població era de 286,6 habitants per km².
Dels 371 habitatges en un 45,3% hi vivien nens de menys de 18 anys, en un 68,5% hi vivien parelles casades, en un 5,7% dones solteres, i en un 22,9% no eren unitats familiars. En el 18,6% dels habitatges hi vivien persones soles el 8,6% de les quals corresponia a persones de 65 anys o més que vivien soles. El nombre mitjà de persones vivint en cada habitatge era de 2,84 i el nombre mitjà de persones que vivien en cada família era de 3,26.
Per edats la població es repartia de la següent manera: un 32,3% tenia menys de 18 anys, un 5,6% entre 18 i 24, un 34,5% entre 25 i 44, un 19,9% de 45 a 60 i un 7,7% 65 anys o més.
L'edat mediana era de 33 anys. Per cada 100 dones de 18 o més anys hi havia 99,4 homes.
La renda mediana per habitatge era de 55.735 $ i la renda mediana per família de 62.625 $. Els homes tenien una renda mediana de 39.167 $ mentre que les dones 29.464 $. La renda per capita de la població era de 20.853 $. Entorn del 6,2% de les famílies i el 6,4% de la població estaven per davall del llindar de pobresa.

## Poblacions més properes
El següent diagrama mostra les poblacions més properes.